# Peter Gade
Peter Høeg Gade (Aalborg, 14 de diciembre de 1976) es un deportista danés que compitió en bádminton, en la modalidad individual.
Ganó cinco medallas en el Campeonato Mundial de Bádminton entre los años 1999 y 2011, y cinco medallas de oro en el Campeonato Europeo de Bádminton entre los años 1998 y 2010.
Participó en cuatro Juegos Olímpicos de Verano, ocupando el cuarto lugar en Sídney 2000, el quinto en Atenas 2004, el quinto en Pekín 2008 y el quinto en Londres 2012.
Gade entró en la historia del bádminton con su título individual en el All England Open Badminton Championships de 1999 y sus cinco coronas en el Campeonato de Europa individual masculino. Encabezó la clasificación mundial de 1998 a 2001. Con sus 22 títulos de Grand-Prix, se ha convertido en uno de los jugadores más laureados de este deporte. El 22 de junio de 2006 recuperó brevemente el primer puesto de la clasificación mundial. Lo consiguió tras ganar el Abierto de Singapur y alcanzar los cuartos de final en el Abierto de Malasia.
Con su derrota en cuartos de final del Open de Francia de 2012, Gade se retiró de la competición internacional.

## Atributos del jugador
Su estilo de juego se caracteriza por ataques rápidos, un juego de pies suave y una presión constante. Su engaño es particularmente creativo para un jugador de bádminton mundial, y utiliza un "golpe de marca" ampliamente reconocido y de gran éxito (la llamada "doble acción" de la raqueta envía el volante al fondo de la pista, al tiempo que pretende llevar al jugador hacia la red). Con una plétora de golpes engañosos, es conocido por ganar puntos con intentos más extravagantes, como el revés de derecha y de revés (utilizando el lado opuesto de la cabeza de la raqueta al previsto, para hacer contacto con el volante en un ángulo radicalmente distinto).

## Carrera profesional
Peter Gade está considerado uno de los jugadores de bádminton con más éxito. En Dinamarca es uno de los deportistas más populares. De 1997 a 2001 lideró la clasificación mundial en individual masculino durante un total de 146 semanas. Sus mayores logros incluyen ganar el All England 1999 llegar a la final de los Campeonatos del Mundo de Bádminton de 2001 en Sevilla, ganar cuatro medallas de bronce en Campeonatos del Mundo de Bádminton y ganar 31 grandes torneos internacionales en individuales masculinos; incluyendo el Abierto de Corea cuatro veces, el Abierto de Dinamarca tres veces, el Abierto de Malasia dos veces, el Abierto de Japón dos veces y el Masters de Copenhague diez veces. En 1998, fue nombrado Jugador Mundial de Bádminton del Año. También ganó cinco veces el Campeonato de Europa de Bádminton. Ganó diez veces el Campeonato de Dinamarca de bádminton.
Sin embargo, Gade nunca consiguió ser Campeón del Mundo de bádminton ni Campeón olímpico de bádminton. En los Campeonatos del Mundo de Bádminton 1999 de Copenhague, fue derrotado en semifinales por Permadi Fung 11:15, 15:1, 14:15. En los Campeonatos del Mundo de Bádminton 2001 de Sevilla, llegó a la final pero fue derrotado por Hendrawan de Indonesia 6:15, 16:17. En los Campeonatos del Mundo de Bádminton 2005 de Anaheim, fue derrotado en semifinales por el número uno del mundo Lin Dan, que perdió en la final ante el indonesio Taufik Hidayat. En los Campeonatos del Mundo de Bádminton 2010 de París y en los 2011 de Londres, perdió las semifinales ante Chen Jin y Lin Dan en tres sets respectivamente. En total, Gade ganó cinco medallas en campeonatos del mundo.
Sus participaciones en el Juegos Olímpicos tampoco se vieron coronadas por un gran éxito. En Sídney 2000 fracasó en semifinales ante Ji Xinpeng con 9:15, 15:1, 9:15 y en el partido por la medalla de bronce ante Xia Xuanze con 13:15, 5:15. En Atenas 2004, Pekín 2008 y Juegos Olímpicos de Verano de 2012 fue eliminado en cuartos de final en cada caso.
Gade es conocido en la pista por su imparcialidad y su espíritu de lucha. Este último también le hizo pasar por un difícil periodo de rehabilitación tras sufrir una lesión de rodilla en el World Grand Prix Finals en Brunéi en 2001. Tras dos operaciones (2001 y 2002) y muchos contratiempos, así como largas interrupciones de los entrenamientos, volvió a situarse entre los 10 primeros de la clasificación mundial en marzo de 2003.
Gade puso fin a su carrera internacional como jugador en octubre de 2012 en el Open de Francia. Un partido oficial de despedida tuvo lugar el 27 de diciembre de 2012 en el Masters de Copenhague 2012 contra Lin Dan, que ganó 20-22, 21-16, 21-14.

## Palmarés internacional
| Campeonato Mundial | Campeonato Mundial       | Campeonato Mundial | Campeonato Mundial |
| Año                | Lugar                    | Medalla            | Prueba             |
| ------------------ | ------------------------ | ------------------ | ------------------ |
| 1999               | Copenhague (Dinamarca)   | Medalla de bronce  | Individual         |
| 2001               | Sevilla (España)         | Medalla de plata   | Individual         |
| 2005               | Anaheim (Estados Unidos) | Medalla de bronce  | Individual         |
| 2010               | París (Francia)          | Medalla de bronce  | Individual         |
| 2011               | Londres (Reino Unido)    | Medalla de bronce  | Individual         |
| Campeonato Europeo |                          |                    |                    |
| Año                | Lugar                    | Medalla            | Prueba             |
| 1998               | Sofía (Bulgaria)         | Medalla de oro     | Individual         |
| 2000               | Glasgow (Reino Unido)    | Medalla de oro     | Individual         |
| 2004               | Ginebra (Suiza)          | Medalla de oro     | Individual         |
| 2006               | Den Bosch (Países Bajos) | Medalla de oro     | Individual         |
| 2010               | Mánchester (Reino Unido) | Medalla de oro     | Individual         |

### Juegos Olímpicos
Gade representó a Dinamarca en bádminton individual en cuatro Juegos Olímpicos de verano (2000, 2004, 2008 y 2012).

#### 2000
Alcanzó las semifinales en los Juegos Olímpicos de Verano de 2000, donde perdió contra Ji Xinpeng, de China, que a la postre sería medalla de oro. En el partido por la medalla de bronce, perdió contra otra jugadora china, Xia Xuanze.

#### 2004
En los Juegos Olímpicos de Verano de 2004, en la categoría individual masculina, derrotó a Chien Yu-Hsiu, de Taipei chino, y a Nikhil Kanetkar, de la India, en las dos primeras rondas. Sin embargo, en cuartos de final, Gade fue derrotado por el que a la postre sería campeón, Taufik Hidayat, de Indonesia, por 15-12 y 15-12.

#### 2008
Gade declaró que uno de los objetivos finales de su carrera sería una medalla de oro en los Juegos Olímpicos de Pekín 2008. En una entrevista, indicó que podría ser uno de sus últimos grandes torneos, aunque no descartó la posibilidad de continuar su carrera después de los Juegos[6]. Tenía previsto retirarse tras los Juegos Olímpicos de Pekín y empezar a entrenar al bádminton. Gade ganó su primer partido en los Juegos Olímpicos de Pekín 2008 en la segunda ronda tras derrotar a Nabil Lasmari por 21-6 y 21-4. En la tercera ronda, Gade se enfrentó a Shoji Sato. Gade estuvo a punto de caer derrotado tras perder el primer set por 21-19 y disponer Shoji Sato de 2 puntos de partido en el segundo con el marcador en 18-20. Sin embargo, Gade ganó el set 22-20 y pasó a ganar el tercer set 21-15. Gade perdió en sets corridos ante el campeón chino Lin Dan en cuartos de final.

#### 2012
En los Juegos Olímpicos de Verano de 2012 fue derrotado por el jugador chino Chen Long en cuartos de final.

## Logros

### Campeonatos del Mundo BWF
Hombres singles
| Year | Venue                                             | Opponent     | Score              | Result |
| ---- | ------------------------------------------------- | ------------ | ------------------ | ------ |
| 2011 | Wembley Arena, Londres, Inglaterra                | Lin Dan      | 24–22, 7–21, 15–21 | Bronce |
| 2010 | Stade Pierre de Coubertin, Paris, Francia         | Chen Jin     | 21–19, 8–21, 11–21 | Bronce |
| 2005 | Arrowhead Pond, Anaheim, United States            | Lin Dan      | 9–15, 15–13, 11–15 | Bronce |
| 2001 | Palacio de Deportes de San Pablo, Sevilla, España | Hendrawan    | 6–15, 16–17        | Plata  |
| 1999 | Brøndby Arena, Copenhagen, Dinamarca              | Fung Permadi | 11–15, 15–1, 14–15 | Bronce |

### BWF Superseries (4 títulos, 6 subcampeonatos)
Las BWF Superseries, lanzadas el 14 de diciembre de 2006 e implantadas en 2007, son una serie de torneos de bádminton de élite, sancionados por la Federación Mundial de Bádminton (BWF). BWF Superseries tiene dos niveles: Superseries y Superseries Premier. Una temporada de Superseries cuenta con doce torneos en todo el mundo, introducidos en 2011, y los jugadores ganadores son invitados a las finales de Superseries que se celebran al final del año.
Men's singles
| Year | Tournament         | Opponent        | Score               | Result    |
| ---- | ------------------ | --------------- | ------------------- | --------- |
| 2011 | Indonesia Open     | Lee Chong Wei   | 11–21, 7–21         | Runner-up |
| 2011 | India Open         | Lee Chong Wei   | 12–21, 21–12, 15–21 | Runner-up |
| 2010 | Superseries Finals | Lee Chong Wei   | 9–21, 14–21         | Runner-up |
| 2010 | Korea Open         | Lee Chong Wei   | 12–21, 11–21        | Runner-up |
| 2009 | Hong Kong Open     | Lee Chong Wei   | 13–21, 21–13, 16–21 | Runner-up |
| 2009 | Korea Open         | Lee Chong Wei   | 21–18, 10–21, 21–17 | Winner    |
| 2008 | Superseries Finals | Lee Chong Wei   | 8–21, 16–21         | Runner-up |
| 2008 | French Open        | Taufik Hidayat  | 16–21, 21–17, 21–7  | Winner    |
| 2008 | Denmark Open       | Joachim Persson | 21–18, 17–21, 21–14 | Winner    |
| 2007 | Malaysia Open      | Bao Chunlai     | 21–15, 17–21, 21–14 | Winner    |

     BWF Superseries Finals tournament
     BWF Superseries Premier tournament
     BWF Superseries tournament

### Campeonatos de Europa
Men's singles
| Year | Venue                                              | Opponent               | Score        | Result |
| ---- | -------------------------------------------------- | ---------------------- | ------------ | ------ |
| 2010 | Manchester Evening News Arena, Manchester, England | Jan Ø. Jørgensen       | 21–14, 21–11 | Oro    |
| 2006 | Maaspoort Sports and Events, Den Bosch, Holanda    | Kenneth Jonassen       | 21–19, 21–18 | Oro    |
| 2004 | Queue d’Arve Sport Center, Geneva, Suiza           | Kenneth Jonassen       | 15–9, 15–10  | Oro    |
| 2000 | Kelvin Hall, Glasgow, Scotland                     | Poul-Erik Høyer Larsen | 15–5, 15–11  | Oro    |
| 1998 | Winter Sports Palace, Sofia, Bulgaria              | Kenneth Jonassen       | 15–8, 15–4   | Oro    |

## Equipamiento

### Raquetas
- Yonex Voltric 80 PG (2012 Copenhagen Masters)
- Yonex Voltric Z-FORCE (2012 uso limitado)
- Yonex Voltric 80 (2011-2012)
- Yonex Arcsaber 10 PG (2010-2011)
- Yonex Arcsaber 10 (2008-2010)
- Yonex Armortec 700 nuevo color (2006-2008)
- Yonex Armortec 700 (2005-2006)
- Yonex Muscle Power 88 roja (2004-2005)
- Yonex Muscle Power 77* (2001 uso limitado)
- Yonex Titanium 10 (1999 uso limitado)
- Yonex Isometric Slim 10 (1997-2004)
- Yonex Isometric 300 ( - 1997)

- cuerda bg 80

## Retirada
Gade venció al bicampeón olímpico Lin Dan en un partido de exhibición de despedida en el Masters de Copenhague el 27 de diciembre de 2012 ante un público que agotó las entradas en el Falconer Salen.